# Rixensart
Rixensart (Waals: Ricsinsåt) is een dorp en gemeente in de Belgische provincie Waals-Brabant. De gemeente telt ruim 23.000 inwoners.
Het gebied van de gemeente behoort tot de Brabantse Ardennen. De gemeente is sterk verstedelijkt. 

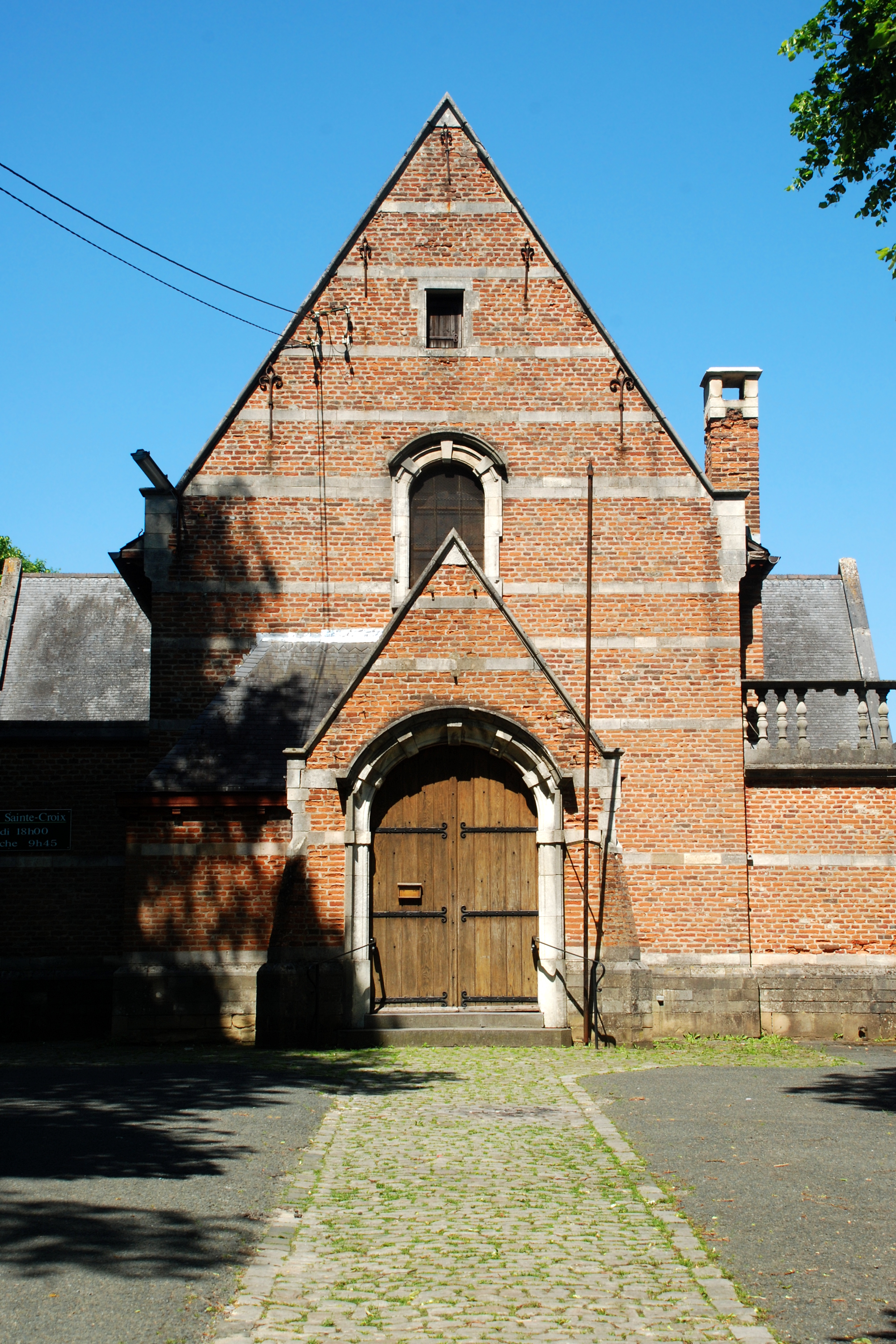
Église Sainte-Croix

## Geschiedenis

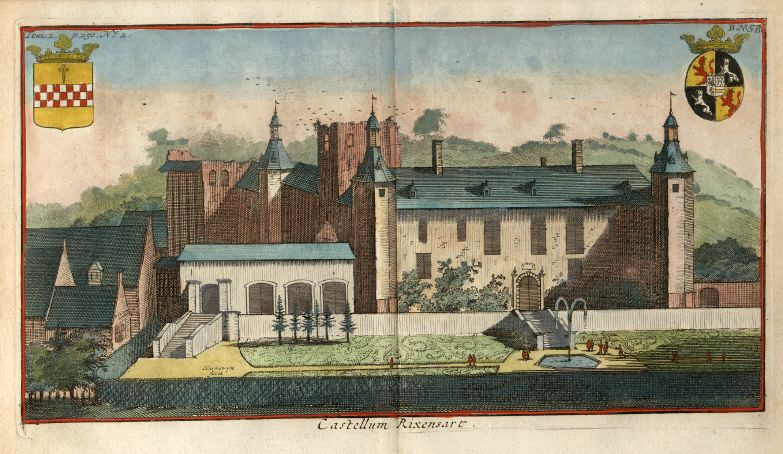
Kasteel van Rixensart in de 18de eeuw

Oude vermeldingen van Rixensart gaan terug tot de 13de eeuw. Rixensart maakte zich in de 14de eeuw los van de heerlijkheid van Limal. Kerkelijk bleef Rixensart afhankelijk van Limal, wat het tot 1802 zou blijven.
Rixensart bleef eeuwenlang een landelijk gebied. Op de Ferrariskaart uit de jaren 1770 is Rixensart zelf nog aangeduid als slechts een gehucht, parochiaal nog afhankelijk van Limal. Op het eind van het ancien régime, toen tijdens de Franse bezetting op het eind van de 18de eeuw de gemeenten werden gecreëerd, werd Rixensart een gemeente, met daarin onder meer ook de gehuchten Froidmont en Bourgeois.
Op de Atlas der Buurtwegen uit 1841 en de Vandermaelenkaart uit het midden van de 19de eeuw is Rixensart nog steeds te zien als een landelijk gemeente met enkele verspreide gehuchten, hoeves en diverse bossen. In de jaren 1850 werd de gemeente doorsneden door de nieuwe spoorlijn Brussel-Namen, en in Rixensart werd een station geopend.
Rixensart bleef een landbouwgemeente tot in de tweede helft van de 20ste eeuw de bebouwing toenam. Aangetrokken door lagere woning- en grondprijzen dan in Brussel, vestigden zich veel werknemers en mensen uit de gegoede klasse in de gemeente, die zo sterk verstedelijkte, net als buurgemeente Genval. Van minder dan 2.000 inwoners rond 1900, was de bevolking gestegen tot meer dan 10.000 tegen 1976.
Bij de gemeentelijke fusies van 1977 werden Rosières en Genval bij Rixensart gevoegd. Er waren ook plannen geweest om ook Terhulpen in deze fusie te betrekken, maar die gemeente bleef uiteindelijk zelfstandig.

## Kernen
De gemeente bestaat uit deelgemeenten Rixensart-centrum, Genval en Rosières.
Daarnaast liggen in de gemeente nog verschillende voorheen historische gehuchten en wijken.
In deelgemeente Rixensart-centrum liggen onder meer Froidmont, Bourgeois en Glain. In deelgemeente Genval liggen Bruyère-à-la-Croix en Maubroux. In deelgemeente Rosières ligt Plagniau.

### Deelgemeenten
| # | Naam      | Opp. (km²) | Inwoners (2020) | Inwoners per km² | NIS-code |
| - | --------- | ---------- | --------------- | ---------------- | -------- |
| 1 | Rixensart | 8,52       | 12.159          | 1.427            | 25091A   |
| 2 | Genval    | 4,53       | 8.281           | 1.828            | 25091B   |
| 3 | Rosières  | 4,51       | 2.213           | 491              | 25091C   |

## Bezienswaardigheden
- De Heilig Kruiskerk (Église Sainte-Croix) werd in 1937 gebouwd in traditionalistische stijl nadat de hofkapel door brand was verwoest.
- De Sint-Franciscus-Xaveriuskerk (Église Saint-François Xavier) is de parochiekerk van de wijk Bourgeois, gebouwd in 1875-1877 in neoromaanse stijl. Nog vergroot in 1925 en 1956.
- De Sint-Stefanuskerk (Église Saint-Étienne) in de wijk Froidmont is een schuurkerk. In 1974 werd de schuur omgebouwd tot kerk voor de in 1972 gestichte parochie.
- Het Kasteel van Rixensart is in barokstijl en gebouwd tussen 1631 en 1662. Tot in de 17e eeuw maakte ook een middeleeuwse donjon deel uit van het kasteel.
- Het Château du Héron werd iets na 1910 gebouwd en is sinds 1950 in gebruik als gemeentehuis.

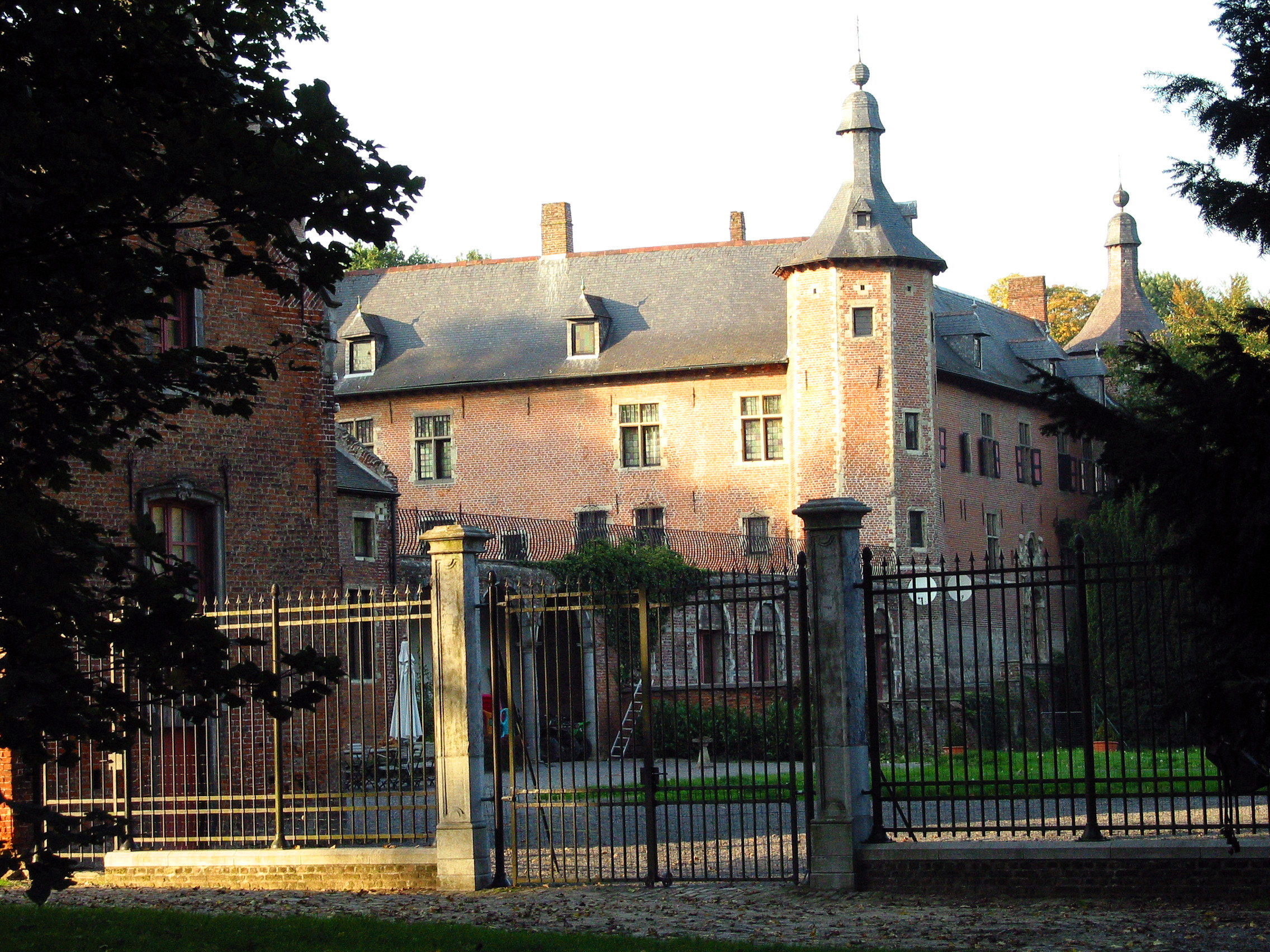
Kasteel van Rixensart
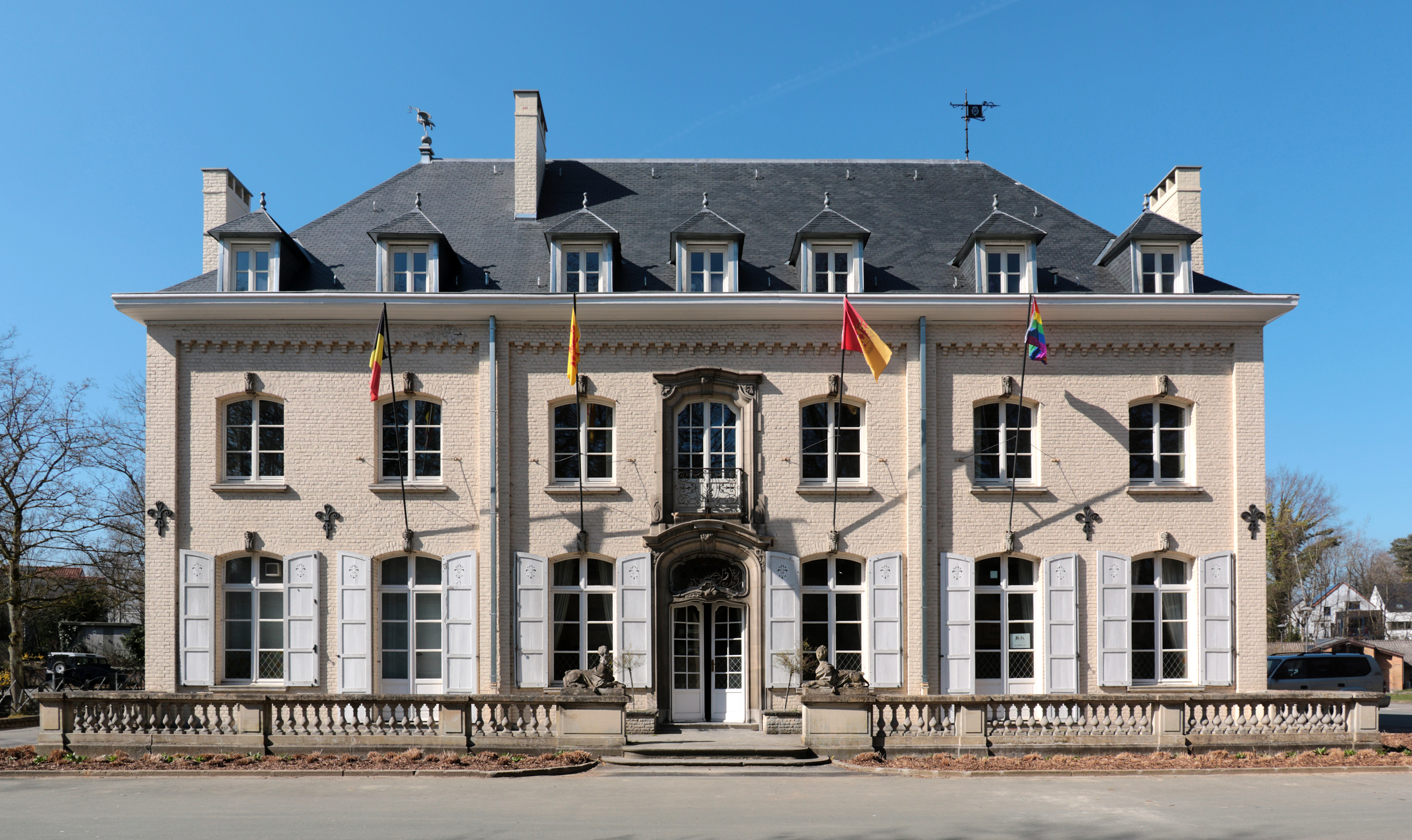
Château du Héron

## Natuur en landschap
Rixensart ligt aan de Laan. De hoogte aan de Heilig Kruiskerk bedraagt 81 meter.

## Demografische ontwikkeling

### Demografische evolutie voor de fusie
- Bronnen:NIS, Opm:1831 tot en met 1970=volkstellingen, 1976= inwoneraantal op 31 december

### Demografische evolutie van de fusiegemeente
Alle historische gegevens hebben betrekking op de huidige gemeente, inclusief deelgemeenten, zoals ontstaan na de fusie van 1 januari 1977.
- Bronnen:NIS, Opm:1831 tot en met 1981=volkstellingen; 1990 en later= inwonertal op 1 januari

| Inwoners van jaar tot jaar op 1 januari 1992 tot heden | Inwoners van jaar tot jaar op 1 januari 1992 tot heden | Inwoners van jaar tot jaar op 1 januari 1992 tot heden |
| jaar                                                   | Aantal                                                 | Evolutie: 1992=index 100                               |
| ------------------------------------------------------ | ------------------------------------------------------ | ------------------------------------------------------ |
| 1992                                                   | 21.041                                                 | 100,0                                                  |
| 1993                                                   | 21.177                                                 | 100,6                                                  |
| 1994                                                   | 21.144                                                 | 100,5                                                  |
| 1995                                                   | 21.368                                                 | 101,6                                                  |
| 1996                                                   | 21.305                                                 | 101,3                                                  |
| 1997                                                   | 21.396                                                 | 101,7                                                  |
| 1998                                                   | 21.389                                                 | 101,7                                                  |
| 1999                                                   | 21.251                                                 | 101,0                                                  |
| 2000                                                   | 21.271                                                 | 101,1                                                  |
| 2001                                                   | 21.380                                                 | 101,6                                                  |
| 2002                                                   | 21.446                                                 | 101,9                                                  |
| 2003                                                   | 21.505                                                 | 102,2                                                  |
| 2004                                                   | 21.358                                                 | 101,5                                                  |
| 2005                                                   | 21.468                                                 | 102,0                                                  |
| 2006                                                   | 21.355                                                 | 101,5                                                  |
| 2007                                                   | 21.426                                                 | 101,8                                                  |
| 2008                                                   | 21.560                                                 | 102,5                                                  |
| 2009                                                   | 21.530                                                 | 102,3                                                  |
| 2010                                                   | 21.668                                                 | 103,0                                                  |
| 2011                                                   | 21.865                                                 | 103,9                                                  |
| 2012                                                   | 21.883                                                 | 104,0                                                  |
| 2013                                                   | 21.901                                                 | 104,1                                                  |
| 2014                                                   | 21.862                                                 | 103,9                                                  |
| 2015                                                   | 21.956                                                 | 104,3                                                  |
| 2016                                                   | 22.128                                                 | 105,2                                                  |
| 2017                                                   | 22.227                                                 | 105,6                                                  |
| 2018                                                   | 22.401                                                 | 106,5                                                  |
| 2019                                                   | 22.558                                                 | 107,2                                                  |
| 2020                                                   | 22.653                                                 | 107,7                                                  |
| 2021                                                   | 22.764                                                 | 108,2                                                  |
| 2022                                                   | 22.856                                                 | 108,6                                                  |
| 2023                                                   | 23.115                                                 | 109,9                                                  |
| 2024                                                   | 23.096                                                 | 109,8                                                  |
| 2025                                                   | 23.052                                                 | 109,6                                                  |

## Politiek

### Resultaten gemeenteraadsverkiezingen sinds 1976
| Partij               | Partij                                               | 10-10-1976 | 10-10-1976 | 10-10-1982 | 10-10-1982 | 9-10-1988 | 9-10-1988 | 9-10-1994 | 9-10-1994 | 8-10-2000 | 8-10-2000 | 8-10-2006 | 8-10-2006 | 14-10-2012 | 14-10-2012 | 14-10-2018 | 14-10-2018 | 13-10-2024 | 13-10-2024 |
| Stemmen / Zetels     | Stemmen / Zetels                                     | %          | 25         | %          | 25         | %         | 25        | %         | 27        | %         | 27        | %         | 27        | %          | 27         | %          | 27         | %          | 27         |
| -------------------- | ---------------------------------------------------- | ---------- | ---------- | ---------- | ---------- | --------- | --------- | --------- | --------- | --------- | --------- | --------- | --------- | ---------- | ---------- | ---------- | ---------- | ---------- | ---------- |
|                      | LD Bourg1 / IC2 / IC-PRL3 / LB-MR4 / NAP-MRA/ AP-MRB | 25,641     | 6          | 21,332     | 6          | 26,432    | 7         | 35,853    | 10        | 34,073    | 10        | 26,394    | 8         | 47,24A     | 15         | 44,82A     | 14         | 39,00B     | 12         |
|                      | NV.ALL1 / NAP2 / NAP-MRA/ AP-MRB                     | -          |            | -          |            | -         |           | -         |           | 17,271    | 5         | 19,942    | 6         | 47,24A     | 15         | 44,82A     | 14         | 39,00B     | 12         |
|                      | AC1 / NAP-MRA/ AP-MRB                                | 30,51      | 8          | 34,011     | 10         | 35,151    | 10        | 33,851    | 10        | 18,671    | 5         | 10,671    | 2         | 47,24A     | 15         | 44,82A     | 14         | 39,00B     | 12         |
|                      | Liberal1 / NAP-MRA/ AP-MRB                           | -          |            | -          |            | -         |           | -         |           | -         |           | -         |           | 8,34       | 1          | 44,82A     | 14         | 39,00B     | 12         |
|                      | ECOLO                                                | -          |            | 9,41       | 2          | 15,74     | 3         | 15,32     | 4         | 16,62     | 4         | 17,02     | 4         | 17,79      | 5          | 22,10      | 6          | 14,99      | 4          |
|                      | Proximité 1/ Proximité Agir Autrement2               | -          |            | -          |            | -         |           | -         |           | -         |           | 11,51     | 3         | 12,01      | 3          | 12,781     | 3          | 23,762     | 6          |
|                      | DéFI1/ DéFI & Citoyens2                              | -          |            | -          |            | -         |           | -         |           | -         |           | -         |           | -          |            | 7,391      | 1          | 9,962      | 2          |
|                      | UP1 /UC2 / UCP3 / UC-PS4 / SolidaRix5                | 23,611     | 6          | 22,851     | 6          | 21,522    | 5         | 14,982    | 3         | 12,043    | 3         | 14,474    | 4         | 14,644     | 3          | 12,915     | 3          | 12,295     | 3          |
|                      | UDRT                                                 | -          |            | 7,33       | 1          | -         |           | -         |           | -         |           | -         |           | -          |            | -          |            | -          |            |
|                      | RW                                                   | 20,25      | 5          | 3,44       | 0          | -         |           | -         |           | -         |           | -         |           | -          |            | -          |            | -          |            |
| Anderen(*)           | Anderen(*)                                           | -          |            | 1,63       | 0          | 1,16      | 0         | -         |           | 1,33      | 0         | -         |           | -          |            | -          |            | -          |            |
| Totaal stemmen       | Totaal stemmen                                       | 12049      | 12049      | 13222      | 13222      | 13355     | 13355     | 13666     | 13666     | 13573     | 13573     | 14038     | 14038     | 13847      | 13847      | 14439      | 14439      | 14458      | 14458      |
| Opkomst %            | Opkomst %                                            |            |            |            |            | 90,54     | 90,54     | 90,16     | 90,16     | 88,56     | 88,56     | 90,89     | 90,89     | 87,67      | 87,67      | 88,86      | 88,86      | 85,85      | 85,85      |
| Blanco en ongeldig % | Blanco en ongeldig %                                 | 4,08       | 4,08       | 4,62       | 4,62       | 5,03      | 5,03      | 5,06      | 5,06      | 5,22      | 5,22      | 3,83      | 3,83      | 4,12       | 4,12       | 4,21       | 4,21       | 3,99       | 3,99       |

 (*)1982: VAR / 1988: DAC / 2000: D.L.P. 

### Burgemeesters
- 1884-1920 : Paul Terlinden
- 1921-1940 & 1944-1946 : Lucien Dessy
- 1952-1970 : Léopold Gilson
- 1971-1976 : Armand Parent
- 1977-1992 : Paul Hanin
- 1992-1994 : Michel Coenraets
- 1995-2006 : Jacqueline Herzet
- 2007-2017: Jean Vanderbecken
- 2017-heden : Patricia Lebon

## Verkeer en vervoer
De plaats heeft met station Rixensart een spoorwegstation aan spoorlijn 161 (Schaarbeek - Namen).

## Overleden
- Jean Van den Eeckhoudt (1887-1946), Belgisch pastellist en kunstschilder

## Nabijgelegen kernen
Terhulpen, Genval, Chapelle-Saint-Lambert, Bierges, Limelette, Rosières